# Elevator
「Elevator」（エレベーター）は、日本の歌手、三浦大知の配信限定シングルである。2012年8月20日、レコチョクにて先行配信スタート。

## 解説
- 2012年3月から5月に開催された『DAICHI MIURA LIVE TOUR 2012「D.M.」』にて初披露された。
- YouTubeのエイベックス公式チャンネルでは武道館公演でのライブ映像が公開されている。

## 収録曲
1. Elevator 
（作詞：三浦大知、SUNNY、Chrishan、Kyle Christopher Coleman / 作曲：UTA、Chrishan、Kyle Christopher Coleman）
  - テレビ東京『流派-R』8月オープニングテーマ